# Whirlwind (film 1951)
Whirlwind è un film del 1951 diretto da John English.
È un western statunitense con Gene Autry, Gail Davis, Thurston Hall e Harry Lauter.

## Produzione
Il film, diretto da John English su una sceneggiatura di Norman S. Hall, fu prodotto da Armand Schaefer per la Gene Autry Productions e girato nel Columbia/Warner Bros. Ranch a Burbank, e a Pioneertown, in California, nel dicembre 1950.

## Distribuzione
Il film fu distribuito negli Stati Uniti dal 16 aprile 1951 al cinema dalla Columbia Pictures.

## Promozione
Le tagline sono:
- GENE AND CHAMPION CARRY THE MAIL FOR UNCLE SAM!
- Gene And Champion Carry The Mail For Uncle Sam in Whirlwind!